# 田村晃一 (考古学者)
田村 晃一（たむらこういち、Koichi TAMURA、1932年（昭和7年）8月11日 - 2014年（平成26年）12月20日）は、日本の考古学者。青山学院大学文学部名誉教授。元日本考古学協会会長。

## 経歴
- 1932年（昭和07年）、東京都北豊島郡南千住町（現在荒川区）に誕生。
- 1953年（昭和28年）、東京大学教養学部に入学。
- 1955年（昭和30年）、同大文学部考古学科に進み考古学を学ぶ。1957年（昭和32年）4月同大大学院進学。
- 1959年（昭和34年）、日本考古学協会に入会。
- 1962年（昭和37年）、東京大学大学院を単位取得退学。文化庁の前身・文部省文化財保護委員会に入り、記念物課文部技官に就任。
- 1970年（昭和45年）、文化庁を退職。青山学院大学文学部史学科の助教授に就任。
- 1977年（昭和52年）、教授に就任。
- 2001年（平成13年）、青山学院大学を定年退職。4月、名誉教授に就任。
- 2004年（平成16年）、同年5月から2006年（平成18年）5月まで日本考古学協会会長[1][2]。
- 2014年（平成26年）、逝去。82歳[3]。

## 研究
- 文化庁職員や大学教授として日本全国の遺跡を発掘し、膨大な研究報告をした[4]。
- 北東アジアの考古学研究[5]。中国東北部から北朝鮮・ロシア連邦沿海地方にあった古代国家・渤海国（698年-926年）の研究を行いクラスキノ土城（クラスキノ古城）という渤海国遺跡を発掘した。

## 著書・編著等
- 2000年（平成12年）『考古学探訪の基礎用語』山川出版社[6]
- 2001年（平成13年）『楽浪と高句麗の考古学』同成社[7]
- 2005年（平成17年）『東アジアの都城と渤海』（東洋文庫論叢 第64）東洋文庫[8]
- 2007年（平成19年）『渤海都城の考古学的研究』（東洋文庫前近代中国研究斑）[9]
- 2009年（平成21年）『扶桑』（田村晃一先生喜寿記念論文集）青山考古学会田村晃一先生喜寿記念論文集刊行会[10]
- 2011年（平成23年）『クラスキノ:ロシア・クラスキノ村における一古城跡の発掘調査』[11]
- 2013年（平成25年）『論集:沿海州渤海古城クラスキノ古城の機能と性格』青山学院大学クラスキノ土城発掘調査団・ロシア科学アカデミー極東支部歴史考古民族学研究所[12]